# Arrondissement d'Amiens
L'arrondissement d'Amiens est une division administrative française, située dans le département de la Somme et la région Hauts-de-France.

## Composition

### Composition avant 2015
- canton d'Acheux-en-Amiénois
- canton d'Amiens-1 (Ouest)
- canton d'Amiens-2 (Nord-Ouest)
- canton d'Amiens-3 (Nord-Est)
- canton d'Amiens-4 (Est)
- canton d'Amiens-5 (Sud-Est)
- canton d'Amiens-6 (Sud)
- canton d'Amiens-7 (Sud-Ouest)
- canton d'Amiens-8 (Nord)
- canton de Bernaville
- canton de Boves
- canton de Conty
- canton de Corbie
- canton de Domart-en-Ponthieu
- canton de Doullens
- canton de Hornoy-le-Bourg
- canton de Molliens-Dreuil
- canton d'Oisemont
- canton de Picquigny
- canton de Poix-de-Picardie
- canton de Villers-Bocage (Somme)

### Découpage communal depuis 2015
Depuis 2015, le nombre de communes des arrondissements varie chaque année soit du fait du redécoupage cantonal de 2014 qui a conduit à l'ajustement de périmètres de certains arrondissements, soit à la suite de la création de communes nouvelles. Le nombre de communes de l'arrondissement d'Amiens est ainsi de 281 en 2015, 281 en 2016, 293 en 2017 et 291 en 2019.
Au 1er janvier 2024, l'arrondissement groupe les 291 communes suivantes :
1. Agenville
2. Ailly-sur-Somme
3. Airaines
4. Allonville
5. Amiens
6. Andainville
7. Argœuves
8. Arguel
9. Aubigny
10. Aumâtre
11. Aumont
12. Autheux
13. Authieule
14. Avelesges
15. Avesnes-Chaussoy
16. Bacouel-sur-Selle
17. Baizieux
18. Barly
19. Bavelincourt
20. Béalcourt
21. Beaucamps-le-Jeune
22. Beaucamps-le-Vieux
23. Beaucourt-sur-l'Hallue
24. Beaumetz
25. Beauquesne
26. Beauval
27. Béhencourt
28. Belleuse
29. Belloy-Saint-Léonard
30. Belloy-sur-Somme
31. Bergicourt
32. Bermesnil
33. Bernâtre
34. Bernaville
35. Berneuil
36. Bertangles
37. Berteaucourt-les-Dames
38. Bettembos
39. Bettencourt-Saint-Ouen
40. Blangy-sous-Poix
41. Blangy-Tronville
42. Boisbergues
43. Bonnay
44. Bonneville
45. Bosquel
46. Bouchon
47. Bougainville
48. Bouquemaison
49. Bourdon
50. Bovelles
51. Boves
52. Brassy
53. Breilly
54. Bresle
55. Brévillers
56. Briquemesnil-Floxicourt
57. Brocourt
58. Bussy-lès-Daours
59. Bussy-lès-Poix
60. Cachy
61. Cagny
62. Camon
63. Camps-en-Amiénois
64. Canaples
65. Candas
66. Cannessières
67. Cardonnette
68. Caulières
69. Cavillon
70. Cerisy
71. Cerisy-Buleux
72. La Chaussée-Tirancourt
73. Chipilly
74. Clairy-Saulchoix
75. Coisy
76. Contay
77. Conteville
78. Contre
79. Conty
80. Corbie
81. Courcelles-sous-Moyencourt
82. Courcelles-sous-Thoix
83. Creuse
84. Croixrault
85. Crouy-Saint-Pierre
86. Daours
87. Domart-en-Ponthieu
88. Domesmont
89. Domléger-Longvillers
90. Doullens
91. Dreuil-lès-Amiens
92. Dromesnil
93. Dury
94. Épaumesnil
95. Épécamps
96. Éplessier
97. Équennes-Éramecourt
98. Essertaux
99. Estrées-sur-Noye
100. L'Étoile
101. Étréjust
102. Famechon
103. Ferrières
104. Fieffes-Montrelet
105. Fienvillers
106. Flesselles
107. Fleury
108. Flixecourt
109. Fluy
110. Fontaine-le-Sec
111. Forceville-en-Vimeu
112. Fossemanant
113. Foucaucourt-Hors-Nesle
114. Fouilloy
115. Fourcigny
116. Fourdrinoy
117. Framicourt
118. Franqueville
119. Fransu
120. Franvillers
121. Fréchencourt
122. Frémontiers
123. Fresnes-Tilloloy
124. Fresneville
125. Fresnoy-Andainville
126. Fresnoy-au-Val
127. Frettecuisse
128. Fricamps
129. Frohen-sur-Authie
130. Gauville
131. Gentelles
132. Gézaincourt
133. Glisy
134. Gorges
135. Grattepanche
136. Grouches-Luchuel
137. Guignemicourt
138. Guizancourt
139. Halloy-lès-Pernois
140. Le Hamel
141. Hamelet
142. Hangest-sur-Somme
143. Havernas
144. Hébécourt
145. Heilly
146. Hem-Hardinval
147. Hénencourt
148. Hescamps
149. Heucourt-Croquoison
150. Heuzecourt
151. Hiermont
152. Hornoy-le-Bourg
153. Humbercourt
154. Inval-Boiron
155. Lachapelle
156. Lafresguimont-Saint-Martin
157. Lahoussoye
158. Laleu
159. Lamaronde
160. Lamotte-Brebière
161. Lamotte-Warfusée
162. Lanches-Saint-Hilaire
163. Lignières-Châtelain
164. Lignières-en-Vimeu
165. Liomer
166. Longueau
167. Longuevillette
168. Lucheux
169. Maizicourt
170. Marcelcave
171. Marlers
172. Le Mazis
173. Meigneux
174. Le Meillard
175. Méréaucourt
176. Méricourt-en-Vimeu
177. Méricourt-l'Abbé
178. Le Mesge
179. Métigny
180. Mézerolles
181. Mirvaux
182. Molliens-au-Bois
183. Molliens-Dreuil
184. Monsures
185. Montagne-Fayel
186. Montigny-les-Jongleurs
187. Montigny-sur-l'Hallue
188. Montonvillers
189. Morcourt
190. Morvillers-Saint-Saturnin
191. Mouflières
192. Moyencourt-lès-Poix
193. Namps-Maisnil
194. Nampty
195. Naours
196. Nesle-l'Hôpital
197. Neslette
198. Neuville-au-Bois
199. Neuville-Coppegueule
200. Neuvillette
201. Occoches
202. Ô-de-Selle
203. Offignies
204. Oisemont
205. Oissy
206. Oresmaux
207. Outrebois
208. Pernois
209. Picquigny
210. Pierregot
211. Pissy
212. Plachy-Buyon
213. Poix-de-Picardie
214. Pont-de-Metz
215. Pont-Noyelles
216. Poulainville
217. Prouville
218. Prouzel
219. Querrieu
220. Le Quesne
221. Quesnoy-sur-Airaines
222. Quevauvillers
223. Rainneville
224. Rambures
225. Remaisnil
226. Remiencourt
227. Revelles
228. Ribeaucourt
229. Ribemont-sur-Ancre
230. Riencourt
231. Rivery
232. Rubempré
233. Rumigny
234. Sailly-Laurette
235. Sailly-le-Sec
236. Sains-en-Amiénois
237. Saint-Acheul
238. Saint-Aubin-Montenoy
239. Saint-Aubin-Rivière
240. Saint-Fuscien
241. Saint-Germain-sur-Bresle
242. Saint-Gratien
243. Saint-Léger-lès-Domart
244. Saint-Léger-sur-Bresle
245. Saint-Maulvis
246. Saint-Ouen
247. Saint-Sauflieu
248. Saint-Sauveur
249. Sainte-Segrée
250. Saint-Vaast-en-Chaussée
251. Saisseval
252. Saleux
253. Salouël
254. Saulchoy-sous-Poix
255. Saveuse
256. Senarpont
257. Sentelie
258. Seux
259. Soues
260. Surcamps
261. Tailly
262. Talmas
263. Terramesnil
264. Thézy-Glimont
265. Thieulloy-l'Abbaye
266. Thieulloy-la-Ville
267. Thoix
268. Le Translay
269. Treux
270. Vadencourt
271. Vaire-sous-Corbie
272. Vauchelles-lès-Domart
273. Vaux-en-Amiénois
274. Vaux-sur-Somme
275. Vecquemont
276. Velennes
277. Vergies
278. Vers-sur-Selle
279. La Vicogne
280. Vignacourt
281. Ville-le-Marclet
282. Villeroy
283. Villers-Bocage
284. Villers-Bretonneux
285. Villers-Campsart
286. Vraignes-lès-Hornoy
287. Wargnies
288. Warloy-Baillon
289. Warlus
290. Woirel
291. Yzeux

## Démographie
En 2022, l'arrondissement comptait 305 111 habitants.
| 1968    | 1975    | 1982    | 1990    | 1999    | 2006    | 2011    | 2016    | 2021    |
| ------- | ------- | ------- | ------- | ------- | ------- | ------- | ------- | ------- |
| 251 222 | 274 323 | 281 794 | 287 194 | 293 819 | 303 218 | 300 190 | 304 282 | 304 331 |

| 2022    | - | - | - | - | - | - | - | - |
| ------- | - | - | - | - | - | - | - | - |
| 305 111 | - | - | - | - | - | - | - | - |

## Administration
L'arrondissement est administré par la secrétaire générale de la préfecture qui est Madame la sous-préfète Myriam GARCIA, sa nomination date du 23 décembre 2018.